# Monokini

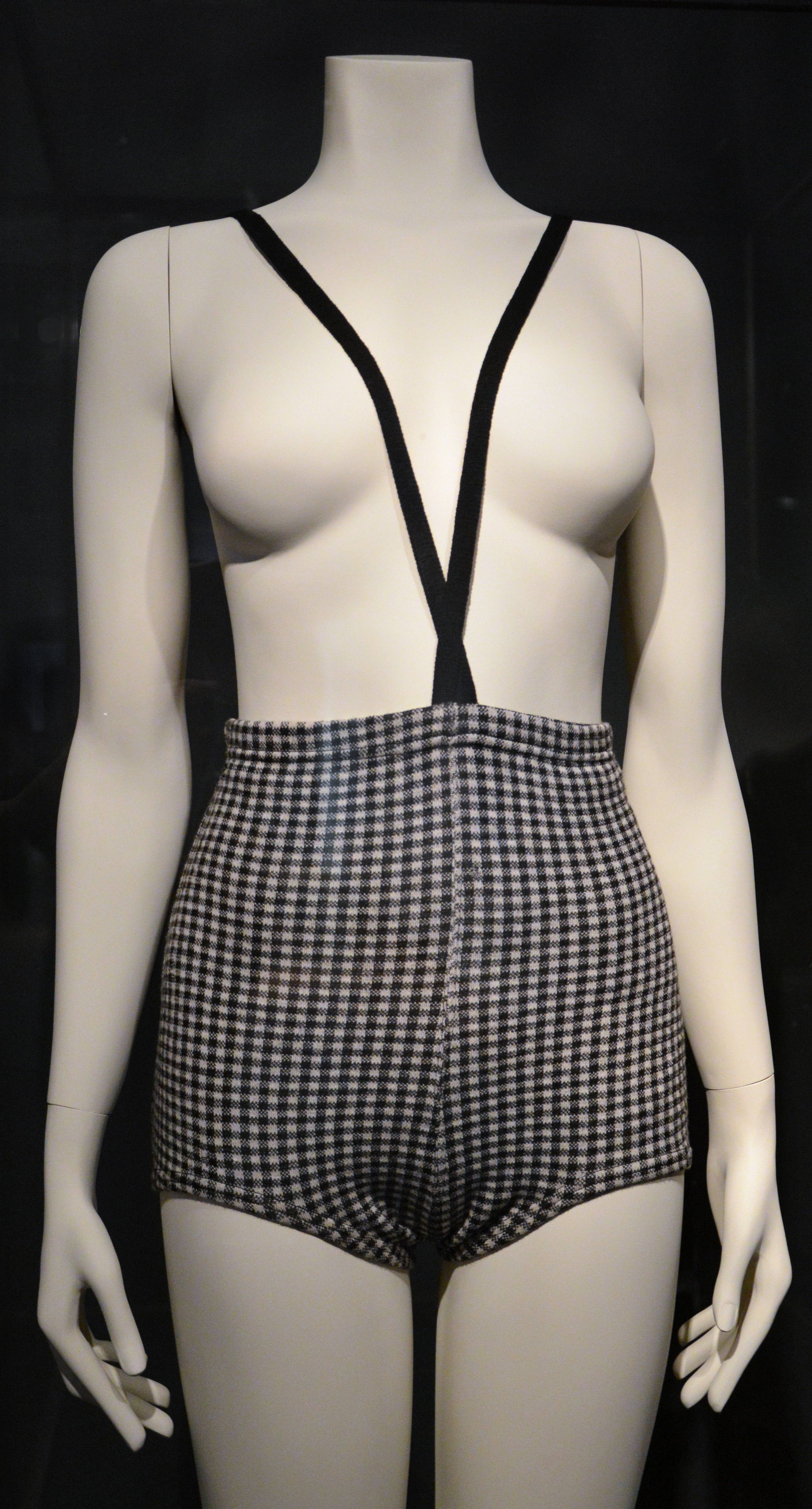
Geruit exemplaar van Rudi Gernreichs oorspronkelijke wollen monokini (1964)

Een monokini is een term die gebruikt wordt voor verschillende soorten uit een stuk bestaande damesbadpakken met als overeenkomst dat deze alle zijn geïnspireerd op de bikini. Bi in "bikini" is weliswaar niet verwant aan het woord twee, maar doet er wel aan denken. Het lag daardoor voor de hand het eendelige kledingstuk "monokini" te noemen.

## Geschiedenis
In 1964 ontwierp de Oostenrijkse Amerikaan Rudi Gernreich de eerste monokini. Hij is tevens de bedenker van de term. Gernreichs monokini zag eruit als een uit één stuk bestaand badpak, dat echter ter hoogte van de taille was afgesneden waardoor de borsten ontbloot werden (topless). Er liepen twee riemen over de schouders.
Later werd de term ook gebruikt voor andere types badpakken, zoals een bikini zonder bovenstuk of een bikini waarvan de delen met elkaar zijn verbonden.